# Daniel Claus
Daniel Claus (* 4. August 1999 in Elmshorn) ist ein deutscher American-Football-Spieler auf der Position des Offensive Tackle.

## Werdegang
Claus, der zuvor im Fußball und Hockey aktiv gewesen war, begann 2013 in der Jugend der Elmshorn Fighting Pirates mit dem American Football. Mit den Pirates gewann er 2019 die GFL 2 Nord und stieg in die höchste deutsche Spielklasse auf. Zur AFL-Saison 2021 wechselte Claus zu den Swarco Raiders Tirol nach Innsbruck. Dort verlor er mit den Raiders zunächst den CEFL Bowl gegen die Schwäbisch Hall Unicorns, ehe sie einige Wochen später gegen die Vienna Vikings die Austrian Bowl gewannen.
Für die Saison 2022 unterschrieb Claus einen Vertrag bei den Raiders Tirol, die 2022 erstmals als Franchise in der European League of Football (ELF) antraten. Mit den Raiders erreichte er das Halbfinale, das jedoch gegen die Hamburg Sea Devils verloren ging. Im Januar 2023 gaben die Hamburg Sea Devils bekannt, Claus für die ELF-Saison 2023 verpflichtet zu haben.

## Berufliches
Claus ist von Beruf IT System Engineer.